# Senhora (1955)
Senhora é um filme brasileiro de 1955, do gênero drama romântico, dirigido por Alberto Pieralisi e Leo Marten, com roteiro de Flávio Tambellini e Walter George Durst baseado no romance Senhora, de José de Alencar.

## Elenco
- Maria Fernanda - Aurélia Camargo
- Anselmo Duarte - Fernando Seixas
- Bárbara Fazio - Adelaide Amaral
- Sérgio Britto
- Rachel Martins - Clara
- João Silva
- Nieta Junqueira
- Paulo Safioti
- Luiza Oliveira
- Mário Sérgio (ator)